# ولاد التازي (بنمنصور)
ولاد التازي هي إحدى مشيخات المملكة المغربية، تتبع جغرافيا لإقليم القنيطرة وإداريًا لبنمنصور. يقدر عدد سكانها بـ 12305 نسمة حسب الإحصاء الرسمي للسكان والسكنى لسنة 2004.